# Pánspermia

Pánspermia

Pánspermia (görög πάς/πάν (pas/pan, összes/mind) σπέρμα (sperma, mag)) egy hipotézis, miszerint az élet „magjai” jelen vannak mindenhol az Univerzumban és a földi élet is ilyen magvakból jöhetett létre, valamint ugyanígy más lakható bolygók is megtermékenyülhettek. Az elmélet gyakran jelenik meg sci-fi történetekben.
Gyakran használják az exogenezis (görögül „külső származás”) hipotézis szinonimájaként, mely csupán annyit feltételez, hogy a Földre az élet máshonnan érkezett, ám nem próbálja megbecsülni az élet előfordulási gyakoriságát a kozmoszban. A keveredés oka, hogy a pánspermia kifejezés sokkal ismertebb.

## A hipotézis története
Első említése i.e. 5. századi görög filozófus, Anaxagorasz nevéhez fűződik. Egészen 1743-ig rejtve maradt, ekkor feltűnt Benoît de Maillet írásaiban, aki azt feltételezte, hogy egysejtű szervezetek hullhattak le az űrből, melyek később kialakították a mai élővilágot. A 19. században egy modernebb formában került elő Jöns Jakob Berzelius (1834),
Kelvin (1871),
Hermann von Helmholtz (1879) később pedig Svante Arrhenius (1903) munkáiban. A pánspermia elméletben létrejöhet mind intersztelláris (csillagközi), mind interplanetáris (bolygóközi) távolságokon. Mechanizmusai lehetnek a sugárnyomás (Arrhenius) illetve a litopánspermia (kövekben utazó mikroorganizmusok(Kelvin)).
Az irányított pánspermia ötletét az űrből a Földre (Orgel és Crick, 1973)

valamint a Földről az űrbe (Mautner 1979, 1997)

szintén felvetették.
Sir Fred Hoyle (1915–2001) és Chandra Wickramasinghe (1939–) nagy támogatói a hipotézisnek, sőt azt is állították, hogy élő mikroorganizmusok jelenleg is folyamatosan jutnak ily módon a Földre, továbbá hogy ezek felelősek lehetnek epidémiák kitöréséért és új betegségek megjelenéséért.

## Jelenlegi tudományos megítélése
Nincs meggyőző bizonyíték sem a pánspermia mellett, sem ellene, de a csillagközi pánspermiát nagyon valószínűtlennek tartják a hosszú (több millió éves) úton felmerülő túlélési nehézségek miatt. 2006-ban azonban a mérnök Thomas Dehel új erőt adott a hipotézisnek, mikor azt állította, hogy a magnetoszférából kidobott plazmoidok megfelelő sebességre gyorsulhatnak ahhoz, hogy a Földről felemelt néhány spórát átjuttathassák csillagközi távolságokon mielőtt az utazás hatásai végzetesek lennének.

A pánspermia nem oldja meg az élet kialakulásának problémáját, de megnöveli a rendelkezésre álló időt és környezeteket. Továbbá azt sem sugallja, hogy az élet csak egy alkalommal alakult ki. Az elmélet legerősebb formájában azt állítja, hogy az élet nem alakult ki, hanem mindig is létezett. Ez már alapjaiban ellentmond az univerzum születéséről alkotott, és a tudományos világban szinte egyezményesen elfogadott Ősrobbanás elméletnek, ami a világegyetem születését olyan szélsőséges történésnek tartja ahol az élet semmilyen formája nem létezhetett.
Az intersztelláris (csillagközi) pánspermia feltételezett mechanizmusai teljesen hipotetikusak és bizonyítatlanok, de az interplanetáris (bolygóközi) anyagtranszport megfigyelt és jól dokumentált jelenség (jó példák erre a földre hullott, marsi eredetű meteoritok). Az ilyen meteoritok tanulmányozása során azonban sosem sikerült bebizonyítani, hogy tartalmaztak földön kívüli életformákat vagy azok nyomait. Vannak ilyen jellegű feltevések (legismertebb az ALH 84001 marsi meteorit), de eddig ezt egy esetben sem lehetett egyértelműen bizonyítani.

## Valószínűsítő tényezők
Mivel jelenleg megbecsülni sem tudjuk az élet előfordulási gyakoriságát az univerzumban, nehéz a pánspermia hipotézisének ellenőrzésére konklúzív kísérletet kidolgozni, közvetett bizonyítékok azonban lehetnek.

### Szűk időkorlát
A tudomány jelenlegi állása szerint az élet első képviselői körülbelül 3,5 milliárd éve jelentek meg a földön.
Mivel maga a bolygó alig egymilliárd évvel idősebb, illetve az első több százmillió évben az élénk tektonikai tevékenység, a vulkanikus aktivitás, valamint szélsőséges atmoszferikus és klimatikus viszonyok, később pedig a Késői nagy bombázás (4,1-3,9 Ga) lehetetlenné tették az élet kialakulását, nem zárható ki, hogy az első élőlények létrejöttéhez mindössze körülbelül 100 millió év állt rendelkezésre. Ez az evolúciós szempontból rövid időtartam – bár az élet kialakulásához vezető pontos reakciósorozat nem ismert (lásd Abiogenezis) – nem biztos, hogy elegendő lett volna akár a legegyszerűbb ismert élő szervezetek kialakulásához. Egy más bolygóról érkező mikrobiális életformának azonban rengeteg ideje lehetett kifejlődni még azelőtt, hogy a Föld lakhatóvá vált volna.

### Extremofilek
Bizonyos ma is élő ősi baktériumfajok (Archeák) nagyon szélsőséges körülmények között is képesek túlélni. Elképzelhető, hogy az ilyen szervezetek spóra alakjukban hosszabb ideig is képesek lehetnek átvészelni a világűr viszontagságait.

### Spórák
Sok növény, gomba és alga használ ivartalan szaporodási ciklusában ilyen ellenálló képleteket, melyek képesek barátságtalan környezetekben éveken át túlélni, majd termékeny talajra kerülve kihajtani. A baktériumok egy része képes úgynevezett endospóra létrehozására hogyha ellenséges környezetbe kerül. Ez nem tévesztendő össze a növényi spórákkal, melyek a szaporodást szolgálják. A bakteriális spóra az egyed túlélését biztosítja. Ha a környezet ismét barátságossá válik a spóra falai lebomlanak, és a baktérium aktív állapotba kerül. Spóra állapotban a metabolizmus teljesen leáll.

## A hipotézis kritikái
- Az ismert életnek olyan nehéz elemekre van szüksége mint a szén, oxigén és nitrogén, melyek ritkán fordulnak elő az univerzumban (lásd Nukleoszintézis). Bizonyos nyomási és hőmérsékleti körülményeknek is teljesülniük kell, hogy a szükséges reakciók lejátszódhassanak. Az alapanyagok és megfelelő környezet hiánya erősen behatárolja az élet elterjedtségének lehetőségét.
  - Szükség van legalább egy sztelláris életciklus lezárulására, hiszen kizárólag egy pusztuló csillagból szabadulhatnak fel a szükséges elemek.
  - Az élő szervezetek kialakításához szükséges sűrűségben(109-1012 részecske/m3) csak sztelláris porfelhőkben fordulnak elő, melyek később csillagrendszerekké állnak össze.
  - A hőmérsékletnek alacsonyabbnak kell lennie mint a csillagokban, hogy az elemek ne kerüljenek plazma állapotba, de magasabbnak mint a csillagkőzi térben, hogy a reakciók lejátszódjanak.
- A világűr szélsőséges környezet, ahol a napszél és a kozmikus sugárzás komoly veszélyt jelent az életre. Egy az arktiszon jégbe fagyott baktériumokon végzett tanulmány kiderítette, hogy ilyen körülmények között a DNS felezési ideje 1,1 millió év. Ezek alapján kimondhatjuk, hogy csillagközi utak megtétele valószínűtlen. Előfordulhat azonban védett környezet meteorok és üstökösök belsejében.
- Nincs rá bizonyíték, hogy baktériumok képesek lennének túlélni egy becsapódást. Hatalmas hő- és erőhatásoknak van kitéve a becsapódó test az atmoszférába való belépéskor, illetve a talajra érkezéskor.

## Fordítás
Ez a szócikk részben vagy egészben  a   Panspermia című angol Wikipédia-szócikk fordításán alapul.  Az eredeti cikk szerkesztőit annak laptörténete sorolja fel. Ez a jelzés csupán a megfogalmazás eredetét és a szerzői jogokat jelzi, nem szolgál a cikkben szereplő információk forrásmegjelöléseként.